# Arnaud Dalrune
Arnaud Dalrune est un écrivain et un nouvelliste passionné par le symbolisme, l’ésotérisme, les sociétés secrètes; ce qui se ressent dans ses histoires.
Il est l'un des Jeffrey Lord  auteur de la série Blade, Voyageur de l'Infini (Éditions Vauvenargues) depuis 1993, proposant une vision du héros plus psychologique et plus humaine que ses prédécesseurs.
À la même époque, il a collaboré avec Jimmy Guieu sur la série Gilles Novak & les Chevaliers de Lumière à partir du troisième tome JG 101 : Narkoum : finances rouges.
Mais ses histoires originales ont été éditées à partir du JG 118 : Les Brumes de l’effroi.
Dans la série, Jimmy Guieu était d’une certaine manière représenté par Gilles Novak, le héros, et Michel Merkavim, le grand maître des Chevaliers de Lumière. Juste après la mort de Jimmy Guieu, le 2 janvier 2000, le tome suivant a été symboliquement JG 131 : La mort d’un maître, dans lequel Merkavim mourait (et bien sûr c’était une allusion à Jimmy Guieu). Dalrune lui rendait aussi hommage dans la préface.
Les histoires originales d'Arnaud Dalrune ont encore été publiées jusqu’en 2003 JG 151 : Cauchemar aux Seychelles.
Actuellement, il poursuit son travail d'auteur pour la série de Blade, Voyageur de l'Infini, et ce, en alternance avec Patrick Eris et Nemo Sandman.